# Achaearanea dubitabilis
Achaearanea dubitabilis är en spindelart som beskrevs av Jörg Wunderlich 1987. Achaearanea dubitabilis ingår i släktet Achaearanea och familjen klotspindlar.
Artens utbredningsområde är Kanarieöarna. Inga underarter finns listade i Catalogue of Life.